# シュテファン・クロス
シュテファン・クロス（Stefan Klos, 1971年8月16日 - ）は、ドイツ出身の元サッカー選手。ポジションはゴールキーパー。ボルシア・ドルトムント、グラスゴー・レンジャーズなどでプレーした。ドルトムントではUEFAチャンピオンズリーグ優勝やインターコンチネンタルカップ優勝を経験した。